# ليو يوان (سياسي)
ليو يوان (بالصينية: 刘源) هو سياسي صيني، ولد في 22 فبراير 1951 في بكين في الصين. حزبياً، نشط في الحزب الشيوعي الصيني.